# Ai (digramme)
Cette page contient des caractères spéciaux ou non latins. S’ils s’affichent mal (▯, ?, etc.), consultez la page d’aide Unicode.
Pour les articles homonymes, voir AI.
Ai (minuscule ai) est un digramme de l'alphabet latin composé d'un A et d'un I.

## Linguistique
- Dans la majorité des langues qui l'utilisent, le digramme « ai » note la diphtongue [ai] ou un son proche. C'est le cas des langues romanes hormis le français moderne, de l'allemand[1], du finnois et de l'estonien[2], du gallois, etc.
- En français, le digramme « ai » correspond généralement à [ɛ], issu de la monophtongaison du [ai] de l'ancien français.
- En anglais, sa prononciation la plus fréquente est [ei].

## Représentation informatique
Comme la majorité des digrammes, il n'existe aucun encodage de Ai sous un seul signe, il est toujours réalisé en accolant un A et un I.